# Notre-Dame-de-Lourdes (Quebec)
Notre-Dame-de-Lourdes es un municipio canadiense situado en la provincia de Quebec.

## Superficie
Notre-Dame-de-Lourdes tiene una superficie de 35,59 km².

## Demografía
En 2021, tenía 3141 habitantes, una densidad poblacional de 88,2 hab./km², y 1352 viviendas.